# Maic Malchow
Maic Malchow (ur. 11 października 1962 w Bornie) – niemiecki kolarz torowy reprezentujący NRD, złoty medalista mistrzostw świata.

## Kariera
Największy sukces w karierze Maic Malchow osiągnął w 1986 roku, kiedy na mistrzostwach w Colorado Springs zdobył złoty medal w wyścigu na 1 km. W zawodach tych bezpośrednio wyprzedził Martina Vinnicombe’a z Australii oraz swego rodaka Jensa Glücklicha. Dwa lata później Malchow wystartował w tej samej konkurencji na igrzyskach olimpijskich w Seulu, kończąc rywalizację na szóstej pozycji. W 1980 roku zdobył dwa złote medale mistrzostw świata juniorów: w wyścigu na 1 km oraz w sprincie indywidualnym. Ponadto wielokrotnie zdobywał medale mistrzostw NRD, w tym cztery złote - w latach 1981, 1984, 1986 i 1988.